# Lockheed C-130 Hercules
C-130 Hercules je transportni zrakoplov s četiri turbo-prop motora. Izrađen je u više od 40 modela i inačica koje lete u više od 50 zemalja svijeta. Američke zračne snage koriste ga neprekidno više od 50 godina. 
Sposoban je uzlijetati i slijetati na vrlo kratke i nepripremljene uzletno-sletne staze. Prvobitno je zamišljen za spašavanje ranjenika i kao transportni zrakoplov. Prilagodljivost konstrukcije trupa  proširila je i mogućnosti upotrebe uključujući ugradnju mitraljeza, zračnu podršku (verzija Spectre), traženje i spašavanje, podršku znanstvenim istraživanjima, punjenje goriva tijekom leta (avion-cisterna) sve do inačice za gašenje požara.

## Razvoj
Prvi let prototipa pod oznakom YC-130 bio je 23. kolovoza 1954. godine u Lockheedovoj bazi u Kaliforniji. Nakon izgradnje dva prototipa proizvodnja seli u Mariettu u Georgiji gdje je izrađeno više od 2.000 aviona C-130.
Prvi avioni C-130A pokretani su turbo-prop motorima Allison T56 s tro-krakim propelerom. Isporuka aviona započela je u prosincu 1956. i trajala je do 1959. kada je izrađena nova inačica C-130B. Na C-130B ugrađena su nova krilca s većim potiskom. Na motore je ugrađen četvero-kraki propeler koja ostaje standard do kasnih 1990-ih.
Neke redizajnirane A inačice (ugrađene su skije umjesto podvozja s kotačima i dodane rakete za uzlijetanje) označene su kao C-130D. 

## Inačice

### C-130A
Prvi proizvedeni avioni C-130 dizajnirani kao A-model, bili su isporučeni Američkim zračnim snagama u Oklahomi i Tennessee. Šest dodatnih eskadrila raspoređeni su po bazama u Europi i na Dalekom istoku.  
U nekoliko američkih baza dostavljeni su modificirani zrakoplovi namijenjeni za elektronsko praćenje, snimanje i izviđanje.  Kada je C-130A počeo letjeti na zadacima taktičkog zračnog zapovjedništva (eng.: Tactical Air Command, (TAC))  pojavio se problem u malom radijusu kretanja te su na vanjskim ovjesima krila ugrađeni dodatni spremnici za gorivo. A-inačica prošla je kroz Vijetnamski rat izvršavajući razne vojne zadatke.

### C-130B
C-130B je dorađena prethodna A-inačica na koju su ugrađeni dodatni spremnici u predjelu centralnog dijela krila, novi AC električni sustav a trokraki propeler zamijenjen je s četverokrakim. 

### C-130E
Produžena inačica C-130E ušla je u redovni servis 1962. godine. Dolet je produžen s dodatnim spremnicima za gorivo ovješenim ispod krila (5.150 l) i jačim Allision T-56-A-7A turbo-prop motorima. Na ovom modelu urađena su poboljšanja u konstrukciji i elektronici. S redizajnom zrakoplovu je povećana i maksimala težina uzlijetanja.
Podinačica KC-130 (prvobitno C-130F) je avio cisterna izrađena za američku mornaricu. Opremljena je s odstranjivim spremnicima za gorivo kapaciteta 13.626 litara koji se nalaze unutar trupa zrakoplova. Krilni sustav za nadopunu goriva drugih zrakoplova tijekom leta mže isporućiti 19 litara goriva u sekundi istovremeno na dva zrakoplova.

## Korisnici
| - Alžir - Angola - Argentina - Australija - Bangladeš - Belgija - Bocvana - Bolivija - Brazil - Čad - Čile - Danska - Egipat - Ekvador - Etiopija - Filipini - Francuska - Gabon |  | - Grčka - Honduras - Indija - Indonezija - Irak - Iran - Irska - Italija - Izrael - Japan - JAR - Jemen - Jordan - Južna Koreja - Kamerun - Kanada - Katar - Kolumbija |  | - Kuvajt - Liberija - Libija - Malezija - Maroko - Meksiko - Niger - Nigerija - Nizozemska - Norveška - Oman - Pakistan - Peru - Poljska - Portugal - Rumunjska - Saudijska Arabija |  | - SAD - Singapur - Sudan - Španjolska - Šri Lanka - Švedska - Švicarska - Tajland - Tajvan - Tunis - Turska - Ujedinjeni Arapski Emirati - Ujedinjeno Kraljevstvo - Urugvaj - Venezuela - Vijetnam - Zambija |

## Tehničke karakteristike (C-130H)
Osnovne karakteristike
- posada: 5
- kapacitet: - 92 putnika
- 64 opremljena vojnika
- 74 ranjenika na nosilima i dva doktora
- 6 paleta
- 2 do 3 opremljena vojna vozila
- dužina: 29,8 m
- raspon krila: 40,4 m
- površina krila: 162,1 m2
- visina: 11,9 m
- korisni teret: 20.000 kg

Letne karakteristike
- najveća brzina: 592 km/h
- ekonomska brzina: 540 km/h
- dolet: 3.800 km
- brzina penjanja: 9,3 m/s
- najveća visina leta: 7.000 m
- motor: 4× Allison T56-A-15 turbo-prop motora

## Vanjske poveznice
- C-130 Hercules - lockheedmartin.com   Arhivirana inačica izvorne stranice od 8. kolovoza 2008. (Wayback Machine)
- C-130 Hercules - navy.mil   Arhivirana inačica izvorne stranice od 27. svibnja 2005. (Wayback Machine)
- C-130 Hercules - aviamil.net